# アルバート・フィッシュ
ハミルトン・ハワード「アルバート」フィッシュ（英語: Hamilton Howard "Albert" Fish, 1870年5月19日 - 1936年1月16日）は、アメリカのシリアルキラーで食人者。「満月の狂人」 (Moon Maniac)、「グレイマン」 (Gray Man)、「ブルックリンの吸血鬼」 (Brooklyn Vampire) 等の異名で知られる。
正確な数字は明らかではないが、かなりの数の子供を撲殺。肉を食べる目的で殺害された児童もいる。児童だけではなく、成人も殺害しているとされる。なお「満月の狂人」という異名は、犯行が満月の日に行われたことが多かったことに因む。
アメリカ犯罪史で史上最悪の殺人鬼と呼ばれている。
身長は165cm、体重は58kg (130 pounds and 5 feet 5 inches tall)。

## 若年期・犯罪
ハミルトン・フィッシュとしてワシントンD.C.で生まれる。この家系では代々精神疾患患者が多く、母は幻覚をよく見た上、彼の兄弟は精神薄弱者であり、叔父も躁病に悩んでいた。父のランダールは彼が生まれた当時75歳であり、母のエレンより43歳も年上だった。5歳の時、父の死により孤児院に預けられ、ここで成長する。この孤児院では教鞭による指導が行われており、フィッシュはこれによって叩かれている。この鞭打ちが、フィッシュに快感をもたらした。尻をむき出しにして鞭で叩かれ、その最中に勃起した。この環境は、フィッシュにサドマゾ嗜好を与えたと考えられている。一方で、「反省するたびに鞭打ちを喰らうのだが、これは何の意味もない。子供たちは、鞭で殴られるたびに悪くなっていった」とも語っている。彼はこの頃を振り返り、自分は鞭打ちを楽しみにする唯一の子供だったと述懐している。
1898年、9歳年下の女性と結婚し、6子を儲ける。フィッシュの実子は「フィッシュによる暴力などはなく、一般的な子供時代を過ごした。ただ、時折自分を釘が打ち込まれた板で叩くように頼んだものだった（詳細後述）」と語っている。後に「オイボレのスカンク野郎」「奴にしてやれることなど何もない」と罵ってもいる。
結婚19年目、フィッシュの妻が近所に住む精神薄弱者と恋に落ち、さらには同居させて欲しいと言い出した。フィッシュは1度2人を別れさせるも彼女は再びその男と密会していたことで、フィッシュは妻を追いやった。フィッシュは妻との離婚後、家に遊びに来た子供に対して鋲を打ちつけた板を渡し、自分の尻を叩くように言った。子供から、どうしてこんなことをさせるのか問われると、「これによって名状しがたい感覚が体を貫く、キリストの受難を越えなければならない」と答えた。フィッシュは自分の体が殴られるたびに喜び、涎を流して射精し、それを子供たちに見せ付けた。
彼はしばしば雑誌の恋人募集欄を読み、「板でも釘でも何でも使って私を叩いて欲しい。あなたの奴隷になりたいのです」というSM行為を懇願する手紙を未亡人に送っていた。だが、返事は一通も来なかった。

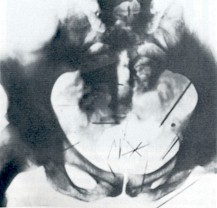
針が突き刺さったフィッシュの陰嚢のレントゲン写真

塗装工であったフィッシュはその後全米を放浪する。著名な精神科医のフレデリック・ワーサムは、フィッシュの中にはサディズムとマゾヒズムの両方が強烈に同居していると診断している。報道によると主に性器の周辺に針を打ち込んで自慰行為に耽っていた。相手が見つからないうちは、自分で自分の体を痛めつける必要があった。フィッシュは自分の体の到る所に針を突き刺すことにした。この習慣は彼が逮捕されるまで止まらなかった。自身の陰嚢に針を突き刺したときの痛さは正気ではいられなかったと述べている。さらには自身の背中の内側や、骨盤に針を打ち込んであるとも述べている。実際に、彼のレントゲン写真では、陰嚢部分に細いものも太いものも曲がったものも合わせて29本もの針が見つかっている。最初は刺してすぐに引き抜くが、深く刺せば刺すほど快感が強まるために、引き抜くのが困難になるほど深く刺すようになったという。また、彼はライターオイルをしみこませた綿球を自身の直腸に入れて火をつけ、身体の内部が焼けるような感覚に酔いしれたという。
放浪時、23州に渡り殺人を行ったと公言しており、犠牲者の多くは主に黒人の貧しい家の出身だった。そして、貧しい黒人たちはフィッシュの犯罪に対して十分な行動ができる見込みが薄かった。彼は犠牲者の遺体を食人し、遺体ばかりではなく尿や血液、排泄物までも食べた。彼自身はそれらの傾向は幼少期に受けた虐待により培われたと述べている。また、彼は「神」が自身に殺人による「伝道」を指示したと主張している。彼の殺人にはしばしば時間をかけた拷問も含まれていた。フィッシュが調理する際に快適なように、子供の肉を柔らかくするために子供たちを縛り上げ、半分に切られ釘が打ち込んであるベルトで子供たちを鞭打ちした。彼はこのベルトを「地獄の器具」(instruments of hell)と呼んだ。
なお、フィッシュ自身の証言によると、爪の裏側に針を通そうとしたが、痛みを快楽に変えることができるフィッシュですら、そのあまりの痛さに途中で止めてしまったという。

## ある少女のケース
1928年5月28日、58歳のフィッシュはフランク・ハワードという偽名を名乗り、ニューヨーク州マンハッタンのある家族を訪ねた。彼は、この家族の18歳になる息子が出した、仕事募集広告に応じたのだった。この時、フィッシュはこの家族の10歳の娘グレース・バッドに目をつけた。その後、両親を信頼させたフィッシュは、この少女を自身の妹の孫の誕生パーティに連れて行くという名目で連れ出したが、彼女は二度と帰らなかった。
それから6年後の1934年11月、彼女の両親の元に匿名の手紙が届いた。この手紙を両親は警察に届け、フィッシュは逮捕されることとなる。手紙の内容の訳文を以下に載せる。
(注)手紙には、多数の誤字や文法の間違いが含まれている。当時の香港に関する描写も類似する資料はないことから創作と思われる。また、手紙の中には具体的な名称が出てくる。そのため、訳文中では以下の書き換えを行った。少女の苗字:A、友人の乗る蒸気船:B、蒸気船の船長で匿名者の友人:C、匿名者のニューヨーク在住当時の住居近くの区画:D、少女の家族の住所となる区画:E、少女の名前:F

親愛なるA夫人へ。1894年、私の友人で蒸気船Bの船長をしている船長Cは積荷を輸送していました。彼らはサンフランシスコから香港まで航行しました。そこに着くと、彼は他の二人と共に陸に上がり、酒を飲みました。彼らが戻った時には、船はなくなっていました。当時、中国は飢饉に襲われていました。あらゆる種類の肉がポンドあたり1～3ドルの値段で売られていました。そして、飢饉は重大であり、飢饉に苦しむ人を守るため12歳以下の子供たちはすべて食べ物として売られていました。14歳以下の少年、少女も街路では安全ではありませんでした。どんな店でも、ステーキ肉やチョップ肉、シチュー肉を買うことができました。裸の少年少女を連れてきて、欲しい部位を切り分けたのです。少年少女の尻は体の中で一番美味しい部位で、子牛のカツレツとして高値で売られていました。Cは長いことそこに滞在し、人肉の味わいを習得しました。彼はニューヨークに戻ると、7歳と11歳の少年を盗みました。彼らを自分の家に連れて行き、服を脱がし、裸にし、戸棚の中に縛り上げました。それから、彼らが着用していたものをすべて燃やしてしまいました。彼は1日数回、彼らの肉を上質の柔らかなものにするため彼らを殴打しました。(彼らはひどく苦しみました。)彼はまず11歳の少年を殺しました。なぜなら、彼のほうがより太ったお尻で、当然それにはより多くの肉が有ったからでした。頭、骨と内臓を除いて彼の体のすべての部分は調理され、食べられてしまいました。(彼のお尻は)オーブンでローストにされ、ボイルにしたり、焼いたり、油で揚げたり、煮込んだりと彼は調理されました。次に小さなほうの少年も同じようにされました。当時私はD右側の近くに住んでいました。彼はしばしば私にどれだけ人肉がうまいかを語り、私もそれを味わってみたくなっていました。1928年6月3日の日曜日に、購入したカテージチーズとイチゴを持って、私は貴方の住所Eを訪れました。私はその時昼食を取っていました。すると、Fは私のひざに乗り、私にキスをしました。私は彼女を食べることを決めました。彼女をパーティに連れて行くという口実に、あなたは承諾し、彼女は出かけられました。私が既に選出しておいた、ウエストチェスターにある空き家へ連れて行きました。そこに着くと、私は彼女に外で待っているようにと言いました。彼女は野の花を取っていました。私は2階へ行き、すべての着衣を脱ぎました。衣服を脱がないと、それに彼女の血が付いてしまうだろうことが分かっていたからです。すべて準備が終わると、窓際まで行き、彼女を呼びました。その時は、彼女が部屋に入ってくるまで、戸棚の中に隠れていました。彼女は裸の私を見ると、泣き出し、階段を駆け下りようとしました。私は彼女を鷲づかみにしました。すると、彼女はお母さんに言いつけると言って来ました。まず、彼女を裸にしました。すると、彼女は蹴ったり、噛んだり、引っかいたりと、なんとも・・・。私は彼女を絞殺しました。それから、彼女を小さくコマ切りにし、そのようにして彼女の肉を私の部屋に運び入れました。調理し、食べました。オーブンで焼いた彼女の小さなお尻の、なんて甘美で柔らかだったことでしょうか。彼女の全部を食べるのに9日間要しました。私が望むなら彼女をレイプできましたが、それは行いませんでした。彼女は処女のまま天に召されたのです。
殺して切断した少女の体をシチューにして食べたフィッシュは、「うまかった」と語っている。

## 裁判と死刑執行
1935年3月11日に開かれた公判で、フレデリック・ワーサム博士は精神異常としてフィッシュを弁護した。フィッシュは、子供を殺す旨を神から啓示で聞いたと主張した。幾人かの精神科医は糞性愛、尿性愛、ペドフィリア、マゾヒズムなどの多くの彼の持つフェティシズムを証人席で語っている。しかし、それらの活動が精神異常を意味するかどうかで意見が分かれた。被告側主任鑑定人であるワーザム博士は、フィッシュは精神異常であるときっぱり言い切った。博士は弁論で、フィッシュの歪んだ倒錯と性的異常は、彼自身の気質ではなく、不幸な環境によって作り上げられたものであって、彼も被害者であると主張した。フィッシュの倒錯性と異常性を考慮した博士は、フィッシュを死刑にさせたくないと考えた。だが、世論の多くはフィッシュの死刑を望んでいた。公判は10日間で終わり、陪審員は彼は正気で有罪との評決を下した。裁判官は、フィッシュに死刑判決を下した。
1936年1月16日、ニューヨーク州オッシニングにあるシンシン刑務所(Sing Sing)にて電気椅子による死刑執行が行われた。死刑執行人により電気椅子に革ひもで固定されている際にも、彼は電気処刑の執行を「一生に一度しか味わえない、最高のスリル」と語ったと、幾らかの人々に信じられている。また、フィッシュは死刑を切望していたと考える人々がいる一方で、彼は死刑を望んでいなかったと考える人々もいる。最期の言葉は「なぜ、私がここにいるか分からない」だったという。最初の電衝では彼を殺すことは出来ず、2度目の電撃により彼を死に至らしめたと報じられている。また、少数の記事は、彼の体内にある29本もの針が短絡を起こしたためにこのようなことが起こったと報じている。しかしながら、実際には他の死刑囚と同様に座って3分後に死に至り、これらの報道は一般的に間違っているものとして考えられている。それは通例で死刑執行の際は警戒のため2回の電撃が与えられるのに対し、そのような認識が報道側になかったのではないかと考えられているためである。彼の遺体はシンシン刑務所に埋葬された。
死刑執行前のフィッシュは、すべての犯罪の詳細を報道メディアに伝える手紙を最後に弁護士に書いた。記者がその手紙を公開するのかを尋ねたが、弁護士は「この手紙は絶対に公開しない」と宣言した。その理由を聞かれると「生まれてこれまでの間、これほど貪欲で恐ろしい文章は到底見たことがない」と答えた。

## 犠牲者
フィッシュは「自分は約100人の子供を殺した」と主張し「すべての州に子供がいる」と語った。しかし心理カウンセラーは、17人程度の子供を殺害したり傷害を負わせたと主張し、彼の証言の中でかなりの部分は虚言と推定した。食人と虐待のどちらなのか死傷数を指すのか、結局フィッシュとの関連性があるかの証明もされないまま捜査終了前に死刑が執行された。殺害されたことが明らかに確認された被害者は3人、それ以外に6人の子供や行方不明の若者も殺害されたと推定したものの、生死すら明らかにされなかった。

## 影響
- 実犯罪執筆家であるハロルド・シェクター(Harold Schechter)により、フィッシュの犯罪の詳細は書籍DerangedやThe Serial Killer Filesとして出版されている。
- スティーヴン・キング、ピーター・ストラウブ共著の小説『ブラック・ハウス』においてフィッシュに言及されていて、またこの書籍では彼の手紙の一部を引用している。
- 小説家、ケイレブ・カー(Caleb Carr)の小説『エイリアニスト』において、登場人物の殺人者による手紙にフィッシュが書いた手紙(#ある少女のケース節に載っている手紙)との類似を見ることができる。
- ロブ・ゾンビによるホラー映画『マーダー・ライド・ショー』ではフィッシュは人形の1つとして、声の出演を果たしている。
- マリリン・マンソンのドラマーであるジンジャー・フィッシュ（Ginger Fish）の芸名は、アルバート・フィッシュから取られたものである。
- 「マーダーメタル」バンドMacabreは、アルバート・フィッシュについて作詞された楽曲を多数持つ。
- 小西幹久の漫画『リィンカーネーションの花弁』において、フィッシュを前世とした廻り者が登場している。
- 関連した伝記映画『The Gray Man（英語版）』と、ドキュメンタリー映画『Albert Fish: In Sin He Found Salvation（英語版）』が2007年に公開。

## 参考資料・参考文献
- New York Times; January 8, 1935. "Attorney for Admitted Slayer of Grace Budd Asks for a Lunacy Commission. White Plains, New York, January 7, 1935 -- Albert Fish, 64 years old, a mild-mannered house painter, pleaded not guilty, on grounds of insanity, in Supreme Court today to a first-degree murder indictment charging him with slaying Grace Budd in the town of Greenburgh, New York six years ago. The girl was 10 years old."
- New York Times; January 17, 1936. "Albert Fish, 65, Pays Penalty at Sing Sing -- Bronx Negro Also Is Put to Death. Ossining, New York, January 16, 1936. Albert Fish, 65 years old, of 55 East 128th Street, Manhattan, a housepainter who murdered Grace Budd, 6, after attacking her in a Westchester farmhouse in 1928, was put to death tonight in the electric chair at Sing Sing prison."
- 『異常快楽殺人』 平山夢明著 角川ホラー文庫 ISBN 4043486014